# Abbaye d'Arnsburg
L’abbaye d'Arnsburg est une ancienne abbaye cistercienne, située en Hesse. Fondée au milieu du XIIe siècle, elle est fermée par Napoléon en 1803.

## Histoire

### Fondation
L'abbaye est fondée en 1174 par un groupe de douze moines et un abbé venus de l'abbaye d'Eberbach

### La prospérité de l'abbaye
À son apogée, l'abbaye hébergeait quelque deux cents personnes (moines et convers). Elle possède des terres dans 253 lieux différents, de Mayence à Francfort.

### Les crises
L’abbaye est confrontée du XIVe au XVIe siècle à diverses crises, dont la crise économique, la guerre des Paysans et les confrontations avec le comte de Lich.

### Une brève renaissance
Au XVIIIe siècle, alors que les moines ne sont plus qu'une dizaine, une brève renaissance a lieu, les bâtiments étant reconstruits.

### La fermeture
L'abbaye est sécularisée en 1803 par les troupes napoléoniennes.